# Gmina Ripley (Iowa)

Położenie Gminy Ripley w hrabstwie Butler

Gmina Ripley (ang. Ripley Township) – gmina w USA, w stanie Iowa, w hrabstwie Butler. Według danych z 2000 roku gmina miała 266 mieszkańców.